# 薩賓冰川
63°55′S 59°47′W / 63.917°S 59.783°W

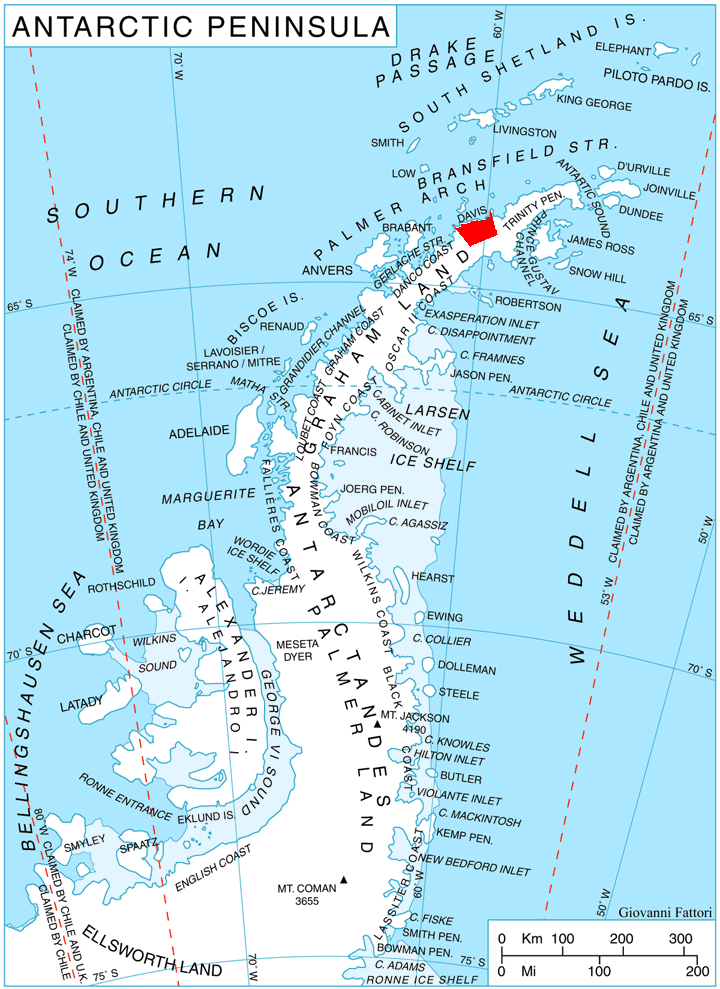

薩賓冰川是南極洲的冰川，位於葛拉漢地的底特律高原北部，長13.5公里，流經科爾滕嶺東坡，最終注入約爾丹諾夫灣，以英國的天文學家命名。

## 外部連結
- SCAR Composite Antarctic Gazetteer（页面存档备份，存于）.